# Martinsburg, West Virginia
Martinsburg är administrativ huvudort i Berkeley County i den amerikanska delstaten West Virginia i USA. General Adam Stephen grundade orten år 1778. Namnet har Martinsburg efter Thomas Bryan Martin som var en betydande markägare i Virginia på den tiden. Martinsburg trafikeras av Amtrak och MARC.

## Kända personer från Martinsburg
- Newton Baker, krigsminister
- Harry F. Byrd, senator
- Absalom Willis Robertson, senator